# Janaina do Nascimento Godoi
Janaina do Nascimento Godoi (São Sebastião do Paraíso, 11 de maio de 2001) é uma jogadora de futsal brasileira.

## Biografia e carreira
Godoi iniciou sua carreira aos onze anos no projeto de futsal da Prefeitura de São Sebastião do Paraíso. Jogou pelo time da cidade por cinco anos, depois, foi Santa Catarina jogar no clube Barateiro Futsal. Mais tarde, transferiu-se para o São José Futsal de São José dos Campos no estado de São Paulo.
Em abril de 2023, a jogadora foi convocada para integrar Seleção Brasileira que disputaria o Torneio Internacional de Futsal Feminino de Xanxerê em Santa Catarina. A Seleção sagrou-se campeã após derrotar o Paraguai por 4 a 0 na final.

## Principais conquistas
Torneio Internacional de Futsal Feminino de Xanxerê
- Campeã – 2023